# Dino Frisullo
Damiano Giovanni Frisullo, noto come Dino (Foggia, 5 giugno 1952 – Perugia, 5 giugno 2003), è stato un attivista, politico e giornalista italiano.

## Biografia

### La militanza politica
Cresciuto in Puglia a Bari, poi dal 1967 a Perugia, fin da giovanissimo milita nei partiti della nuova sinistra, prima in Avanguardia Operaia e poi in Democrazia Proletaria. Negli anni ottanta Dino Frisullo si impegna nei comitati pacifisti e ambientalisti che si oppongono alla presenza dei poligoni militari sulla Murgia, degli aerei da combattimento nell'aeroporto di Gioia del Colle e alla base navale nel porto di Taranto, organizzando e partecipando alle marce per la pace e sostenendo la causa dalle colonne delle riviste locali. Nel 1987, in accordo con i vertici dell'Organizzazione per la Liberazione della Palestina, si reca a Gerusalemme, assieme a Giovanni Russo Spena ed altri dirigenti di Dp, per sventolare la bandiera della Palestina sotto la presidenza della Repubblica israeliana, provocando la risposta armata dei militari di guardia. Frisullo sarà per molto tempo responsabile in Puglia del Comitato regionale per il boicottaggio di Israele e Sudafrica, attraverso il quale organizzerà svariate proteste contro la presenza degli stand espositivi israeliani in diverse edizioni della Fiera del Levante.

### La lotta per i diritti dei migranti e del popolo curdo
Nello stesso decennio si trasferisce a Roma, dove diventa funzionario e responsabile organizzativo di Dp ed entra in contatto con associazioni e organizzazioni che offrono tutela e assistenza ai rifugiati politici e agli immigrati. Qui conosce don Luigi Di Liegro e con lui partecipa nel 1989 alla manifestazione contro il razzismo in memoria di Jerry Essan Masslo e nel novembre 1990 all'occupazione del ex Pastificio Pantanella di via Casilina con centinaia di immigrati del Bangladesh e del Pakistan. In seguito a queste esperienze fonda, assieme all'europarlamentare demoproletario Eugenio Melandri, l'associazione anti-razzista SenzaConfine e tramite l'associazione internazionale Al Ard lavora all'inizio degli anni novanta a sostegno della prima intifada in Palestina attraverso strutture di cooperazione internazionale e opera per la pace durante la guerra in Bosnia ed Erzegovina. Contemporaneamente entra in contatto con esponenti della lotta di liberazione kurda rifugiatisi in Italia e si reca più volte nel Kurdistan turco dove instaura un profondo legame con le popolazioni locali e con i membri del Partito dei Lavoratori del Kurdistan.
Nel 1993 Frisullo diventa consulente per l'immigrazione per conto del comune di Roma, durante il primo mandato da sindaco di Francesco Rutelli. Rassegna le dimissioni il 3 gennaio 1995, in seguito alle affermazioni rilasciate alla stampa dal sindaco, nei giorni del dibattito seguito alla morte di Sara Folino, investita nella capitale da un'auto di marocchini. Nello stesso anno assieme ad Annamaria Rivera ed altre personalità fonda la Rete nazionale antirazzista, un coordinamento tra associazioni di volontariato, organizzazioni sindacali e gruppi locali.
Nel 1996 e nel 1997 giungono in Italia, sulle coste pugliesi, calabresi e siciliane barconi pieni di centinaia di profughi curdi dalla Turchia, dalla Siria, dall'Iraq e dall'Iran. Due di queste imbarcazioni riportavano sulle fiancate il cognome storpiato di Frisullo (Frizullo e Frisonullo), un riconoscimento da parte dei profughi curdi per l'attività del militante comunista. Negli stessi anni fonda l'associazione Azad per la libertà del popolo curdo. Nel 1999, al festival Visionaria di Siena presenta il film Ax (Terra) del regista curdo Kazım Öz e tiene una conferenza con Annette Hennemann al Santa Maria della Scala.

### La prigionia a Diyarbakır

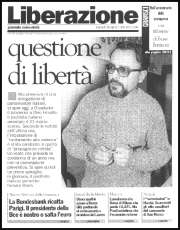
La prima pagina di Liberazione del 28 aprile 1998, dedicata alla scarcerazione di Frisullo.

Il 21 marzo 1998 Dino Frisullo è a Diyarbakır, in Turchia, con una delegazione italiana di venticinque pacifisti, per festeggiare assieme ai curdi il loro capodanno, il Newroz. La celebrazione si trasforma ben presto in un corteo che rivendica i diritti civili e politici dei curdi. La manifestazione viene repressa dalla polizia turca, che arresta un centinaio di partecipanti tra i quali gli italiani Frisullo e gli studenti Giulia Chiarini e Marcello Musto, con l'accusa di istigazione alla violenza. Due giorni dopo il Tribunale per la sicurezza dello Stato scagiona i due studenti e rinvia a giudizio Frisullo. Durante il mese di aprile sia il governo italiano che il parlamento europeo chiedono a gran voce la scarcerazione del pacifista, che il 16 aprile inizia uno sciopero della fame contro l'isolamento a cui è sottoposto e le torture praticate nel carcere.
Il 28 aprile Dino Frisullo viene scarcerato dopo quaranta giorni di carcere ed espulso il 16 giugno, dopo che la condanna a un anno di reclusione e a una multa di 6 miliardi di lire turche, emessa lo stesso giorno, è stata sospesa con una condizionale di cinque anni. Dall'esperienza vissuta a Diyarbakır nasceranno due saggi scritti da Frisullo, L'Utopia incarcerata e Se questa è Europa.

### Gli ultimi anni
Da sempre vicino al Partito della Rifondazione Comunista, Frisullo si iscrive ufficialmente al partito nei giorni che portano alla crisi del governo Prodi nel 1998, sostenuto e salvato dalla scissione dell'area del Prc guidata da Armando Cossutta, che si costituisce nel Partito dei Comunisti Italiani. Negli stessi anni collabora gratuitamente con testate nazionali come Avvenimenti, il manifesto e Liberazione.
Nel dicembre del 1998 Frisullo intraprende uno sciopero della fame con Paolo Cento, deputato della Federazione dei Verdi, al fine di ottenere l'asilo politico per Abdullah Öcalan, leader del Pkk, rifugiatosi in Italia e poi partito alla volta del Kenya.
Nel 2000 vince il premio Pietro Conti per il racconto Il giuramento, ispirato all'incendio del Serraino Vulpitta, centro di detenzione per immigrati in Sicilia. Scrive il testo del brano Newroz contenuto nell'album del 2002, Radio Rebelde, dei Modena City Ramblers.

### Morte
Muore a Perugia, il giorno del suo cinquantunesimo compleanno nel 2003, a causa di un tumore. È sepolto nel cimitero del Verano, a Roma. Nel 2013 il cantante anarchico Alessio Lega gli dedica il brano Frizullo contenuto nell'album mala testa.

## Opere
- L'Utopia incarcerata, Diyarbakir, Kurdistan: le "loro" prigioni, Roma, Cooperativa editoriale l'Altritalia, 1998.
- Se questa è Europa. Viaggio nell'inferno carcerario turco, Roma, Odradek, 1999.
- Il giuramento, 1999.
- Ahmed, Le Pré aux Sources, Bernard Gilson, 2009.